# CONCACAF Champions' Cup 1971
La CONCACAF Champions' Cup 1971 è stata la 7ª edizione della massima competizione calcistica per club centronordamericana, la CONCACAF Champions' Cup.

## Nord America[2]
| Squadra 1         | Totale | Squadra 2  | Andata | Ritorno   |
| ----------------- | ------ | ---------- | ------ | --------- |
| Elizabeth S.C.    | 0-2    | Cruz Azul  | 0-0    | 0-2       |
| Rochester Lancers | 5-4    | PHC Zebras | 4-1    | 1-3 (dts) |

## Centro America

### Preliminari
| Squadra 1    | Totale | Squadra 2          | Andata | Ritorno |
| ------------ | ------ | ------------------ | ------ | ------- |
| Diriangén FC | 1-15   | CSD Comunicaciones | 0-5    | 1-10    |

### Primo turno
| Squadra 1          | Totale | Squadra 2          | Andata | Ritorno |
| ------------------ | ------ | ------------------ | ------ | ------- |
| Aurora FC          | 3-2    | Atlético Marte     | 2-1    | 1-1     |
| CD Motagua         | 0-5    | Deportivo Saprissa | 0-3    | 0-2     |
| CD Olimpia         | 0-1    | LD Alajuelense     | 0-0    | 0-1     |
| CSD Comunicaciones | 8-2    | Club Deportivo FAS | 5-2    | 3-0     |

### Secondo turno
| Squadra 1          | Totale | Squadra 2          | Andata | Ritorno |
| ------------------ | ------ | ------------------ | ------ | ------- |
| Aurora FC          | 1-3    | CSD Comunicaciones | 1-2    | 0-1     |
| Deportivo Saprissa | 4-5    | LD Alajuelense     | 1-5    | 3-0     |

## Caraibi
| Squadra 1    | Totale | Squadra 2     | Andata | Ritorno |
| ------------ | ------ | ------------- | ------ | ------- |
| SV Estrella  | w.o    | Aigle Noir    | w.o    |         |
| SV Transvaal | w.o    | Thomas United | w.o    | {{{7}}} |

## CONCACAF
Fase finale fu del tipo esagonale e si giocò a Città del Guatemala dopo ci fu uno spareggio tra il Cruz Azul e lo Alajuelense che finì 5 a 1 per il Cruz Azul.
| Team                  | Pti | G | V | N | P | GF | GS | DR  |
| --------------------- | --- | - | - | - | - | -- | -- | --- |
| 1. CDSC Cruz Azul     | 8   | 5 | 3 | 2 | 0 | 17 | 4  | +13 |
| 2. LD Alajuelense     | 8   | 5 | 4 | 0 | 1 | 8  | 5  | +3  |
| 3. CSD Comunicaciones | 5   | 5 | 2 | 1 | 2 | 15 | 7  | +8  |
| 4. Rochester Lancers  | 5   | 5 | 2 | 1 | 2 | 6  | 5  | +1  |
| 5. SV Transvaal       | 4   | 5 | 1 | 2 | 2 | 3  | 8  | -5  |
| 6. SV Estrella        | 0   | 5 | 0 | 0 | 5 | 1  | 21 | -20 |

| Lancers        | 2-0 | Transvaal      |
| Comunicaciones | 7-0 | Estrella       |
| Alajuelense    | 2-1 | Estrella       |
| Cruz Azul      | 1-1 | Transvaal      |
| Cruz Azul      | 1-1 | Lancers        |
| Comunicaciones | 3-1 | Transvaal      |
| Lancers        | 2-0 | Estrella       |
| Comunicaciones | 1-2 | Alajuelense    |
| Alajuelense    | 2-0 | Transvaal      |
| Cruz Azul      | 9-0 | Estrella       |
| Cruz Azul      | 3-1 | Alajuelense    |
| Comunicaciones | 3-1 | Lancers        |
| Transvaal      | 1-0 | Estrella       |
| Alajuelense    | 1-0 | Lancers        |
| Cruz Azul      | 3-1 | Comunicaciones |

### Spareggio
| Messico 19 aprile 1972                                                                                                   | CDSC Cruz Azul | 5 – 1          | LD Alajuelense | Città del Messico |
| \| \| \| \| \| Fernando Bustos 16’ Eladio Vera 25’, 60’ Octavio Muciño 70’, 75’ (rig.) \| Marcatori \| 43’ Villalobos \| |                |                |                |                   |
| |                |                |                |                   |
| Fernando Bustos 16’ Eladio Vera 25’, 60’ Octavio Muciño 70’, 75’ (rig.)                                                  | Marcatori      | 43’ Villalobos |                |                   |